# András Hendy moszkitó kormányzó
András Hendy 1888 és 1889 között a moszkitó nép kormányzója.

## Élete
András zámbó-miszkitó származású volt, az utolsó moszkitó kormányzó, Róbert Henrik Clarence unokatestvére. 1894-ben egy rövid ideig (az annektálás alatt) még sikerült visszaszereznie a hatalmát, de vissza kellett adnia azt rokonának. 1910 körül halt meg.

## Fordítás
Ez a szócikk részben vagy egészben  az   Andrew Hendy című angol Wikipédia-szócikk ezen változatának fordításán alapul.  Az eredeti cikk szerkesztőit annak laptörténete sorolja fel. Ez a jelzés csupán a megfogalmazás eredetét és a szerzői jogokat jelzi, nem szolgál a cikkben szereplő információk forrásmegjelöléseként.